# Интегритет
Интегритет (лат. integritas), значи потпуност, недељивост, беспрекорност, поштење. Када се говори о интегритету особе, тада се мисли на понашање, и понајвише, на оно шта је у позадини тог понашања, на оно што потиче такво понашање. Имати интегритет значи имати безусловну и непоколебљиву обавезу према моралним вредностима и дужностима. Имати интегритет значи бити свестан своје потпуности као људског бића као и разноликости између других људи.
Интегритет укључује и поштење, реалност, обазривост и остале моралне вредности особе. Интегритет се односи на потпуност особе, прихватање свих присутних и познатих разноликости. Уз моралне вредности интегритет подразумева и личну компоненту. Интегритет је и рад на личном плану, рад на развијању особе у потпуности. Интегритет је и могућност самоконтроле властитих емоција и импулса у тој мери да не превладају над разумом. Једна од дефиниција је и да је интегритет способност одржавања достојанства, како личног тако и достојанства других људи.